# Bauernrepublik
Ne doit pas être confondu avec République des Ouvriers et Paysans des Asturies.

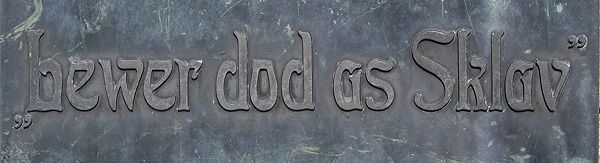
Plaque murale en bas allemand de Rustringe (Plutôt mort qu'esclave !).

Une Bauernrepublik — traduite en français par « république paysanne », « république de paysans », « république d'agriculteurs », etc. — est une ancienne forme de gouvernement, en vigueur au Moyen Âge dans quelques communautés de culture germanique. Alternative aux régimes gouvernés par le pouvoir des nobles ou du ecclésiastiques, la communauté était dirigée par un conseil de paysans élu par leurs pairs. Il était typiquement recouru à ce type de régime dans des contrées reculées et difficiles d'accès, comme des zones côtières, des îles, ou des zones s'étendant au-delà de marais ou de tourbières.

## Sur le mot«république»
Il est essentiel de bien comprendre la portée du terme « république » dans la locution de « république paysanne », traduisant le terme allemand « Bauernrepublik ». Aujourd'hui, une république peut faire référence à la fois à un territoire et à un régime politique.
Dans le contexte historique, il s'agit de territoires peu étendus, qui correspondent aujourd'hui à l'étendue d'un arrondissement allemand ou d'une commune néerlandaise. Quant au mode de gouvernance, il peut être rapproché du principe de la corporation municipale. De fait, les historiens emploie le terme de « république » surtout pour faire ressortir que ces territoires étaient libres, sans pouvoir direct d'un roi. Néanmoins, ces communautés recherchaient ou étaient contraintes de rester vassales d'entités plus puissantes.

## Exemples

### Frise et Basse-Elbe

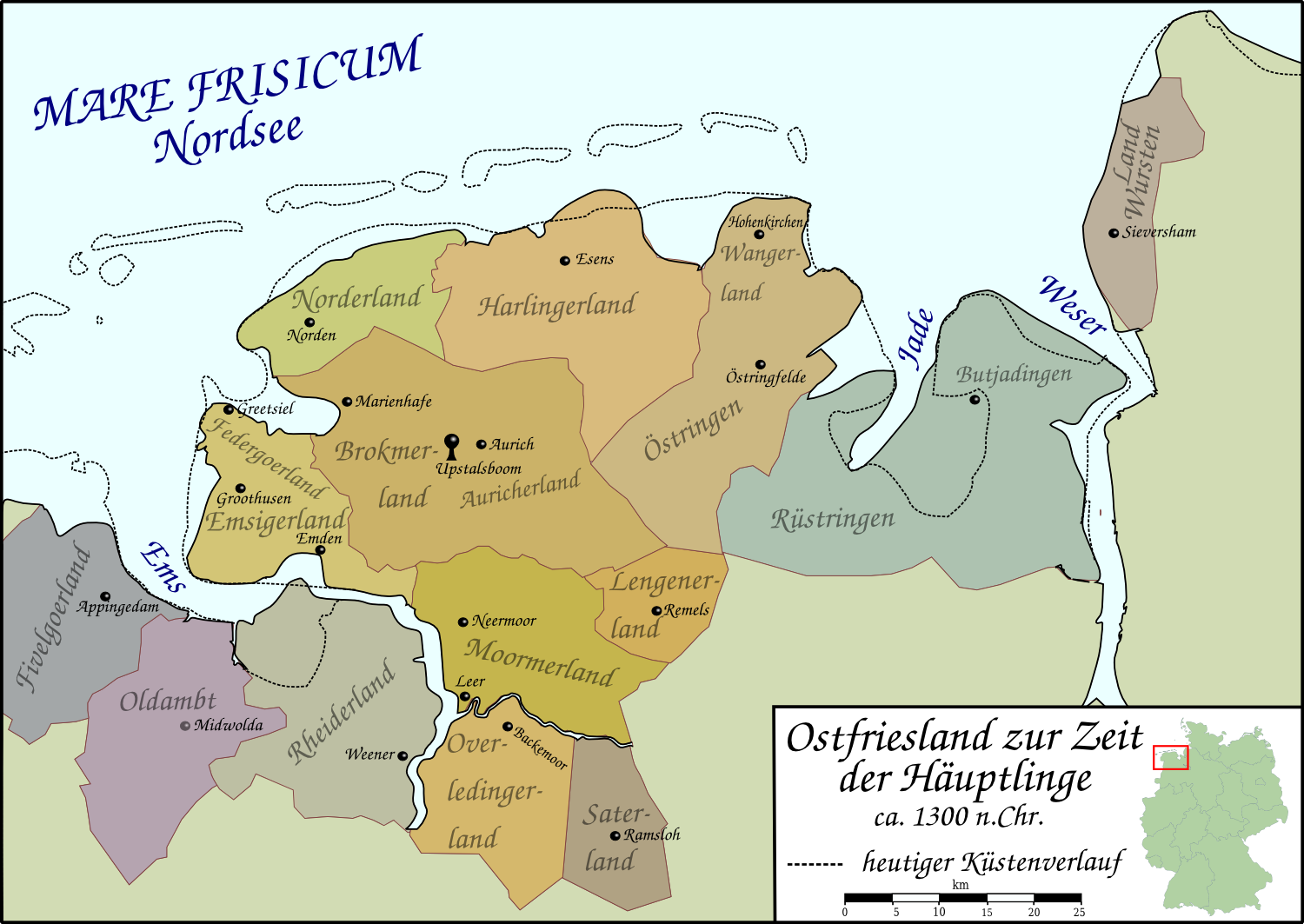
Carte de la Frise orientale et de ses partitions au début du XIV.

Les Bauernrepubliken se sont particulièrement développées en Frise, expression directe de l'idéal de liberté frisonne. On cite tout particulièrement le cas de la péninsule de Butjadingen, de la région de Stadland, du pays de Stedinge — aujourd'hui arrondissement de Wesermarsch — et du pays de Wursten — aujourd'hui arrondissement de Cuxhaven — tous les quatre en Basse-Saxe actuelle, ainsi que la Dithmarse, aujourd'hui arrondissement de Dithmarse en Schleswig-Holstein. Toutes ces zones côtières étaient régulièrement sujettes aux inondations de grandes envergures — par exemple l'inondation de la Toussaint en 1532 —, ce qui poussait leurs habitants à se réunir pour construire ensemble des digues et garantir leur entretien, actions garantissant la survie de leurs communautés. De la même manière, la conquête de terres arables se faisait au prix d'entreprises de colonisation mobilisant les forces de la communauté.

#### Rustringe

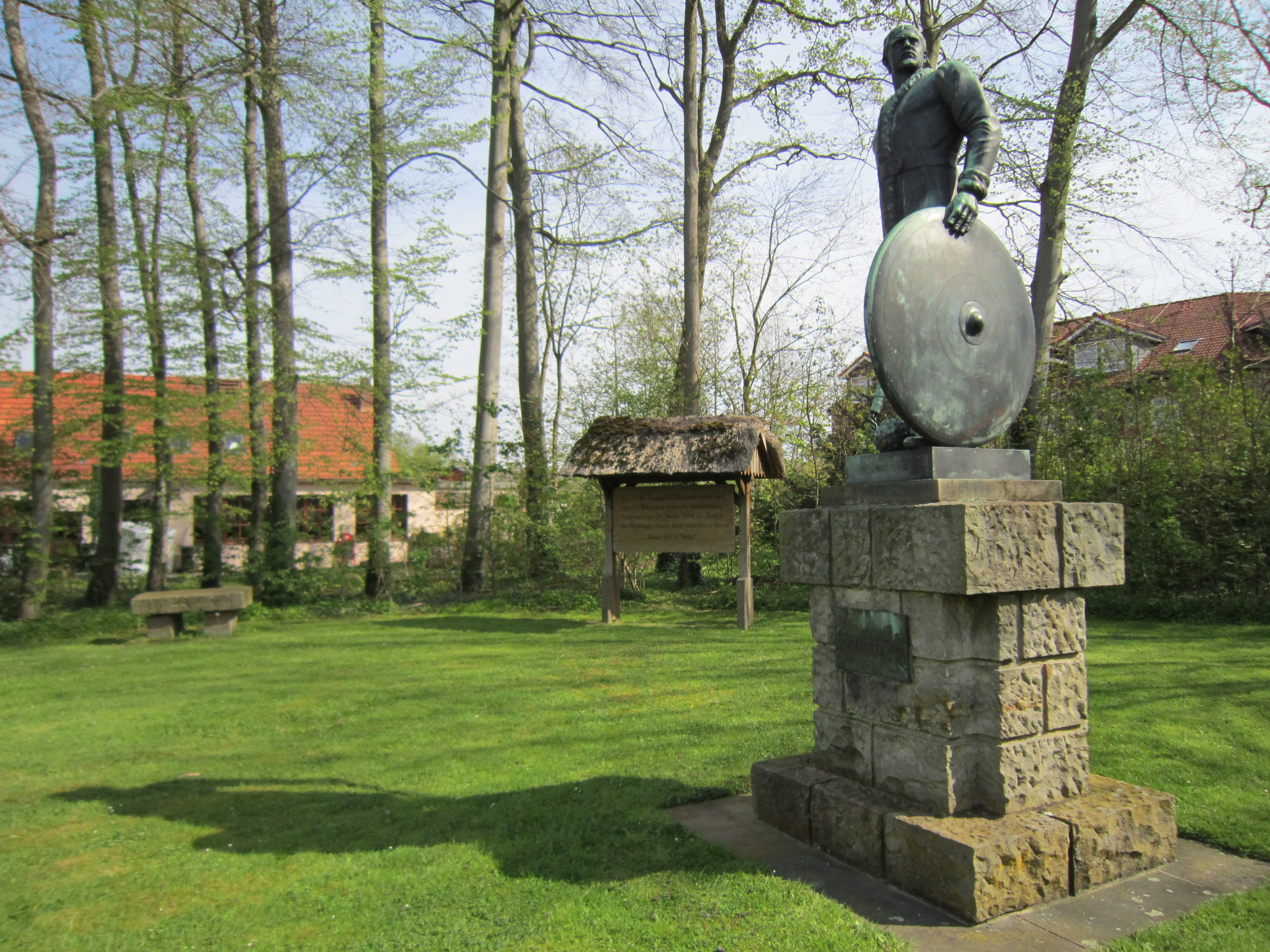
Mémorial représentant l'Hartwarder Landwehr à Hartward (Rodenkirchen), où la Rustringe perd en 1514 son indépendance.

L'archétype de la « Bauernrepublik » se trouve en Rustringe, et a perduré dans cette contrée reculée « par-delà la Jade », au nord des tourbières situées vers l'estuaire de la Weser, pendant plusieurs siècles. Ici, ce sont les « Redjeven », magistrats élus par les paysans, qui détiennent le pouvoir de faire le droit et de rendre la justice. La base de l'exercice du pouvoir des redjeven de Rustringe se trouve dans l'Asegabuch (de). L'office des redjeven montre le fort développement et l'indépendance du pouvoir municipal au XIIIe siècle.
Le traité de 1220 intervenu entre la ville de Brême et la Rustringe mentionne pour la première fois un organe collégial faisant office d'institution gouvernante. Il s'agit du « sedecim coniurati de terra », à savoir les « seize jurés du pays ». Ces « coniurati » ou « consules » des sources latines semblent correspondre aux « redjeven » des textes frisons, jouant le rôle de conseillers. Le conseil est élu chaque année, et il constitue l'une des composantes de la structure constitutionnelle coopérative mise en place par cette communauté. Il joue le rôle d'instance délibérative.
L'indépendance de la Rustringe prend fin en 1514, lors de la bataille de Hartward.

#### Frise orientale et Frise occidentale
Les organes politiques des libres républiques paysannes étaient placées sous la domination d'une part des grands propriétaires terriens, d'autre part sous l'influence des seigneurs des territoires voisins. De fait, les relations entre les différentes Bauernrepubliken étaient souvent empreintes d'hostilité, la Frise se trouvant morcelée en une myriade de petites entités. Mariages et successions sont l'occasion de tentatives de concentration des pouvoirs.
Ainsi, les différentes Bauernrepubliken de Frise orientale (et dans certains cas en Frise occidentale) sont progressivement tombées sous l'autorité de la maison Cirksena au XVe siècle. Sous Ulrich I von Cirksena, la Frise orientale devient en 1464 un comté d'Empire. Pendant ce temps, la Frise occidentale tombe sous la coupe du Cercle de Bourgogne. En 1648, les deux entités se rattachent aux Provinces-Unies indépendantes du Saint-Empire germanique à la suite du traité de Münster.

#### Brême et Oldenbourg

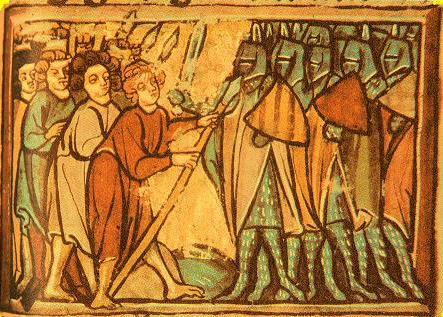
Représentation historique de la, défaite du pays de Stedinge en 1234.

Après deux années de guerre conclues en 1234 par la bataille d'Altenesch (nl), le pays de Stedinge (en) se soumet à l'autorité de l'archevêché de Brême et du Comte d'Oldenbourg, les prélats brêmois gagnant également le contrôle du pays de Kehdingen, puis en 1524 le pays de Wursten. Après de longues disputes avec l'archevêché de Brême, le Comté d'Oldenbourg parvient en 1529 à se rattacher le pays de Butjadingen.
Les paysans du pays de Hadeln ont eu plus de chance. Passant au XIIIe siècle sous le contrôle du duché de Saxe-Lauenbourg, cet État du Saint-Empire s'avère plutôt faible. Cela garantit aux paysans l'exercice de leur régime en grande autonomie, et ce jusqu'à la fin du XIXe siècle,.

### Scandinavie
Des systèmes de gouvernement similaires se sont construits en Scandinavie au sens large, notamment en Islande au XIIe siècle. Certains historiens décrivent également le mode de gouvernance du Gotland comme une Bauernrepublik avant l'arrivée des Danois en 1361.

### Espace alpin
On a trouvé des similitudes entre les Bauernrepubliken frisonnes et les systèmes de gouvernance mis en place en Suisse, en particulier sur les territoires des actuels cantons de Glaris, d'Uri, de Schwytz et d'Unterwald où le Landsgemeinde était élu par l'ensemble des habitants. Le conseil, composé de soixante hommes, constitue l'organe exécutif du canton. Ces communautés indépendantes de paysans alpins se sont réunies en confédération avec des villes, lesquelles ne disposaient pas de constitution démocratique. Ces ensembles sont parvenus à résister aux prétentions des comtes et ducs environnants, et ce jusqu'à la fin du XVIIIe siècle.
La région de Bregenzerwald a connu à la fin du Moyen Âge et au début de l'époque moderne une Bauernrepublik, s'étant donné son propre conseil, sa propre constitution (le « Landsbrauch ») et sa propre juridiction.
Certaines sources de langue allemande parlent également de Bauernrepublik pour décrire le cas de la république des Escartons de Briançon, ensemble de territoires montagnards ayant joui de dispositions fiscales et sociales particulières du XIVe au XVIIIe siècle.